# هيلمار فلك
هيلمار فلك (بالنرويجية البوكمول: Hjalmar Falk)‏ هو فقيه لغة وبروفيسور نرويجي، ولد في 2 أبريل 1859 في Vang, Hedmark ‏ في النرويج، وتوفي في 2 نوفمبر 1928 في أوسلو في النرويج.